# ヨランダ・ルドヴィーカ・ディ・サヴォイア
ヨランダ（ヴィオランテ）・ルドヴィーカ・ディ・サヴォイア（Iolanda(Violante) Ludovica di Savoia, 1487年7月11日 - 1499年9月12日）は、サヴォイア家の公女。族内結婚に伴いサヴォイア公爵夫人となった。

## 生涯
サヴォイア公カルロ1世とその妻でモンフェッラート侯グリエルモ8世の娘であるビアンカの間の娘。1496年弟のサヴォイア公カルロ・ジョヴァンニ・アメデーオが夭折すると、代わって家督を継ぐことになった7歳年長の従叔父フィリベルト2世と同年中に結婚。翌1497年幼い2人はサヴォイア公爵夫妻となった。ヨランダは1499年12歳で夭折した。当然子供は無かった。
サヴォイア家がキプロス女王シャルロットから引き継いだ名目上のエルサレム王位その他のウトラメールの相続権は弟の死後ヨランダにあり、彼女の死後その相続権は従姉のナポリ王女シャルロット・ダラゴンに移った。しかし、寡夫フィリベルト2世とその後継者はヨランダの権利に由来するエルサレム王位を主張し続けたので、リュジニャン家に由来するエルサレム王位請求権は分裂した。

## 引用・脚注
1. ↑  Savoy 3
2. ↑  Savoy 3